# Freddie Hice
Freddie Hice oder Fred Hice (geboren vor 1974) ist ein US-amerikanischer Stuntman, Stunt-Koordinator, Second Unit-Regisseur und Schauspieler.

## Leben
Freddie Hice, der in Film-Credits auch als Freddy Hice oder Fred Hice erscheint, begann in den 1970er Jahren als professioneller Stuntman zu arbeiten. Er folgte damit dem Vorbild seines Vaters Eddie Hice, der unter anderem in den Filmen Planet der Affen mitgewirkt hatte. Freddie Hice konnte seinen ersten größeren Erfolg 1974 verbuchen, als er als Stuntman für den monumentalen Katastrophenfilm Erdbeben engagiert wurde.
Hice, der gemeinsam mit anderen Stuntmen und Second Unit Regisseuren die Firma Brand X betreibt, gilt insbesondere als Spezialist für Stunts, die Kraftfahrzeuge einbeziehen. So wirkte er an einer in der Filmgeschichte legendär gewordenen Massenkarambolage zahlreicher Polizeiwagen in dem Film Blues Brothers mit und inszenierte zahllose spektakuläre Autorennen und Verfolgungsjagden für Filme wie The Fast and the Furious oder Nur noch 60 Sekunden.
Als Schauspieler spielte Hice meist nur Nebenrollen, so in Grease 2 und Beastmaster – Der Befreier. Kultstatus erlangte sein Kurzauftritt als glückloser Bankräuber Bobby in Paul Verhoevens satirischem Actionfilm RoboCop von 1987, der in einer der drastischsten Todesszenen der Filmgeschichte gipfelt („Can you fly Bobby?“).

## Filmografie
- 1976: Killerhunde (Dogs), als Schauspieler
- 1979: Rocky II
- 1980: Blues Brothers (The Blues Brothers)
- 1982: Rocky III – Das Auge des Tigers (Rocky III)
- 1983: Scarface
- 1984: Airwolf
- 1987: RoboCop
- 1987: Lethal Weapon – Zwei stahlharte Profis (Lethal Weapon)
- 1988: Tequila Sunrise
- 1988: Rambo III
- 1989: Brennpunkt L.A. (Lethal Weapon 2)
- 1989: Indiana Jones und der letzte Kreuzzug (Indiana Jones and the Last Crusade)
- 1989: Tango und Cash (Tango & Cash)
- 1990: Kevin – Allein zu Haus (Home Alone)
- 1990: Die totale Erinnerung – Total Recall (Total Recall)
- 1991: Curly Sue – Ein Lockenkopf sorgt für Wirbel (Curly Sue)
- 1993: Dennis (Dennis the Menace)
- 1995: Money Train
- 1996: Cable Guy – Die Nervensäge (The Cable Guy)
- 1996: From Dusk Till Dawn
- 1997: Ich weiß, was du letzten Sommer getan hast (I Know What You Did Last Summer)
- 1998: Ich weiß noch immer, was du letzten Sommer getan hast (I Still Know What You Did Last Summer)
- 1999: The 13th Floor – Bist du was du denkst? (The Thirteenth Floor)
- 1990: Wild Wild West
- 1990: End of Days – Nacht ohne Morgen (End of Days)
- 2000: Nur noch 60 Sekunden (Gone in 60 Seconds)
- 2000: Der Patriot (The Patriot)
- 2003: 2 Fast 2 Furious
- 2003: Daredevil
- 2003: Matrix Reloaded (The Matrix Reloaded)
- 2004: Van Helsing
- 2005: Mr. & Mrs. Smith
- 2006: Apocalypto
- 2006: Snakes on a Plane
- 2012: Django Unchained